# Bahnrad-Weltcup 2005/06
Der UCI-Bahnrad-Weltcup 2005/2006 war ein Wettbewerb im Bahnradsport, der zwischen dem 4. November 2005 und dem 16. Mai 2006 in mehreren Läufen ausgetragen wurde.

## Resultate

### Männer
| Disziplin                                                | Sieger                                                                   | Zweiter                                                                           | Dritter                                                                     |
| Moskau, Russland – 4. bis 6. November                    | Moskau, Russland – 4. bis 6. November                                    | Moskau, Russland – 4. bis 6. November                                             | Moskau, Russland – 4. bis 6. November                                       |
| -------------------------------------------------------- | ------------------------------------------------------------------------ | --------------------------------------------------------------------------------- | --------------------------------------------------------------------------- |
| Keirin                                                   | Andrij Wynokurow                                                         | Łukasz Kwiatkowski                                                                | Adam Ptáčník                                                                |
| 1000-Meter-Zeitfahren                                    | Jason Queally                                                            | Carsten Bergemann                                                                 | Alois Kaňkovský                                                             |
| Scratch                                                  | Iwan Kowaljow                                                            | Andreas Müller                                                                    | Jérôme Neuville                                                             |
| Einerverfolgung                                          | Jens Mouris                                                              | Mark Jamieson                                                                     | Alexander Serow                                                             |
| Mannschaftsverfolgung                                    | Australien Peter Dawson Matthew Goss Ashley Hutchinson Mark Jamieson     | Russland Sergei Klimow Anton Mindlin Alexander Serow Nikolai Trussow              | Ukraine Andriy Kutalo Roman Kononenko Witalij Popkow Wolodymyr Sahorodnij   |
| Sprint                                                   | Stefan Nimke                                                             | Craig MacLean                                                                     | Takashi Kaneko                                                              |
| Punktefahren                                             | Sebastian Cancio                                                         | Colby Pearce                                                                      | Petr Lazar                                                                  |
| Teamsprint                                               | Deutschland Carsten Bergemann Matthias John Stefan Nimke                 | Vereinigtes Königreich Chris Hoy Craig MacLean Jason Queally                      | Spanien José Antonio Escuredo Salvador Meliá José Antonio Villanueva        |
| Zweier-Mannschaftsfahren                                 | Russland Michail Ignatjew Nikolai Trussow                                | Deutschland Guido Fulst Leif Lampater                                             | Belgien Kenny De Ketele Steve Schets                                        |
| Manchester, Vereinigtes Königreich – 9. bis 11. Dezember |                                                                          |                                                                                   |                                                                             |
| Keirin                                                   | Maximilian Levy                                                          | José Antonio Escuredo                                                             | Josiah Ng                                                                   |
| 1000-Meter-Zeitfahren                                    | Chris Hoy                                                                | Jason Queally                                                                     | Tim Veldt                                                                   |
| Scratch                                                  | Rafał Ratajczyk                                                          | Matthew Gilmore                                                                   | Ioannis Tamouridis                                                          |
| Einerverfolgung                                          | Paul Manning                                                             | Wolodymyr Djudja                                                                  | Levi Heimans                                                                |
| Mannschaftsverfolgung                                    | Neuseeland Jason Allen Hayden Godfrey Tim Gudsell Marc Ryan              | Vereinigtes Königreich Mark Cavendish Rob Hayles Paul Manning Chris Newton        | Niederlande Levi Heimans Jens Mouris Wim Stroetinga Niki Terpstra           |
| Sprint                                                   | Theo Bos                                                                 | Teun Mulder                                                                       | Mickaël Bourgain                                                            |
| Punktefahren                                             | Guido Fulst                                                              | Peter Schep                                                                       | Martin Bláha                                                                |
| Teamsprint                                               | Vereinigtes Königreich Ross Edgar Chris Hoy Craig MacLean                | Niederlande Theo Bos Teun Mulder Tim Veldt                                        | Deutschland Maximilian Levy Benjamin Wittmann Robert Förstemann             |
| Zweier-Mannschaftsfahren                                 | Deutschland Guido Fulst Leif Lampater                                    | Russland Michail Ignatjew Nikolai Trussow                                         | Vereinigtes Königreich Mark Cavendish Rob Hayles                            |
| Carson – 20. bis 22. Januar                              |                                                                          |                                                                                   |                                                                             |
| Keirin                                                   | Shane Kelly                                                              | Teun Mulder                                                                       | Jamie Staff                                                                 |
| 1000-Meter-Zeitfahren                                    | Ben Kersten                                                              | Tim Veldt                                                                         | François Pervis                                                             |
| Scratch                                                  | Walter Pérez                                                             | Iwan Kowaljow                                                                     | Taiji Nishitani                                                             |
| Einerverfolgung                                          | Sergi Escobar                                                            | Jens Mouris                                                                       | Jason Allen                                                                 |
| Mannschaftsverfolgung                                    | Russland Sergei Klimow Iwan Rowny Alexander Serow Nikolai Trussow        | Niederlande Levi Heimans Geert-Jan Jonkman Jens Mouris Niki Terpstra              | Spanien Sergi Escobar Guillermo Ferrer Garcia David Muntaner Carlos Torrent |
| Sprint                                                   | Grégory Baugé                                                            | Mickaël Bourgain                                                                  | Michael Blatchford                                                          |
| Punktefahren                                             | Michail Ignatjew                                                         | Ioannis Tamouridis                                                                | Joan Llaneras                                                               |
| Teamsprint                                               | Frankreich Grégory Baugé Mickaël Bourgain François Pervis                | Polen Łukasz Kwiatkowski Krzysztof Szymanek Damian Zieliński                      | Australien Ryan Bayley Shane Kelly Shane Perkins                            |
| Zweier-Mannschaftsfahren                                 | Argentinien Dario Colla Walter Pérez                                     | Niederlande Jens Mouris Niki Terpstra                                             | Russland Michail Ignatjew Nikolai Trussow                                   |
| Sydney, Australien – 3. bis 5. März                      |                                                                          |                                                                                   |                                                                             |
| Keirin                                                   | Theo Bos                                                                 | Josiah Ng                                                                         | Jan van Eijden                                                              |
| 1000-Meter-Zeitfahren                                    | Yong Feng                                                                | François Pervis                                                                   | Joel Leonard                                                                |
| Scratch                                                  | Rafał Ratajczyk                                                          | Jang Sun-jae                                                                      | Alexander Chatunzew                                                         |
| Einerverfolgung                                          | Rob Hayles                                                               | Alexander Chatunzew                                                               | Michael Ford                                                                |
| Mannschaftsverfolgung                                    | Dänemark Casper Jørgensen Jens-Erik Madsen Michael Mørkøv Alex Rasmussen | Ukraine Ljubomyr Polatajko Maxym Polischtschuk Witalij Popkow Witalij Schtschedow | Vereinigtes Königreich Ed Clancy Ian Stannard Andrew Tennant Geraint Thomas |
| Sprint                                                   | Grégory Baugé                                                            | Damian Zieliński                                                                  | Arnaud Tournant                                                             |
| Punktefahren                                             | Niki Terpstra                                                            | Kazuhiro Mori                                                                     | Chris Newton                                                                |
| Teamsprint                                               | Niederlande Theo Bos Teun Mulder Tim Veldt                               | Frankreich Grégory Baugé François Pervis Arnaud Tournant                          | Japan Masaki Inoue Takashi Kaneko Kazunari Watanabe                         |
| Zweier-Mannschaftsfahren                                 | Dänemark Michael Mørkøv Alex Rasmussen                                   | Italien Fabio Masotti Marco Villa                                                 | Vereinigtes Königreich Mark Cavendish Geraint Thomas                        |

### Frauen
| Disziplin                                                | Siegerin                              | Zweite                                | Dritte                                |
| Moskau, Russland – 4. bis 6. November                    | Moskau, Russland – 4. bis 6. November | Moskau, Russland – 4. bis 6. November | Moskau, Russland – 4. bis 6. November |
| -------------------------------------------------------- | ------------------------------------- | ------------------------------------- | ------------------------------------- |
| Keirin                                                   | Tamilla Abassowa                      | Christin Muche                        | Mu Di                                 |
| 500-Meter-Zeitfahren                                     | Natalja Zilinskaja                    | Simona Krupeckaitė                    | Tamilla Abassowa                      |
| Scratch                                                  | Yoanka González Pérez                 | Ljudmyla Wypyrajlo                    | Belinda Goss                          |
| Einerverfolgung                                          | Li Meifang                            | Wendy Houvenaghel                     | Olga Sljussarewa                      |
| Sprint                                                   | Natalja Zilinskaja                    | Victoria Pendleton                    | Christin Muche                        |
| Punktefahren                                             | Olga Sljussarewa                      | Yoanka González Pérez                 | Lada Kozlíková                        |
| Manchester, Vereinigtes Königreich – 9. bis 11. Dezember |                                       |                                       |                                       |
| Keirin                                                   | Frankreich Clara Sanchez              | Elisa Frisoni                         | Victoria Pendleton                    |
| 500-Meter-Zeitfahren                                     | Natalja Zilinskaja                    | Yvonne Hijgenaar                      | Victoria Pendleton                    |
| Scratch                                                  | Adrie Visser                          | Katherine Bates                       | Gema Pascual                          |
| Einerverfolgung                                          | Katherine Bates                       | Sarah Hammer                          | Larissa Kleinmann                     |
| Sprint                                                   | Victoria Pendleton                    | Natalja Zilinskaja                    | Guo Shuang                            |
| Punktefahren                                             | Sarah Hammer                          | Yan Li                                | Gema Pascual                          |
| Carson, Vereinigte Staaten – 20. bis 22. Januar          |                                       |                                       |                                       |
| Keirin                                                   | Clara Sanchez                         | Guo Shuang                            | Elisa Frisoni                         |
| 500-Meter-Zeitfahren                                     | Natalja Zilinskaja                    | Guo Shuang                            | Yvonne Hijgenaar                      |
| Scratch                                                  | Sarah Hammer                          | Rebecca Quinn                         | Julia Arustamowa                      |
| Einerverfolgung                                          | Sarah Hammer                          | María Luisa Calle Williams            | Julia Arustamowa                      |
| Sprint                                                   | Natalja Zilinskaja                    | Clara Sanchez                         | Guo Shuang                            |
| Punktefahren                                             | Giorgia Bronzini                      | Rebecca Quinn                         | Yan Li                                |
| Sydney, Australien – 3. bis 5. März                      |                                       |                                       |                                       |
| Keirin                                                   | Mu Di                                 | Jennie Reed                           | Elisa Frisoni                         |
| 500-Meter-Zeitfahren                                     | Yvonne Hijgenaar                      | Elisa Frisoni                         | Tamilla Abassowa                      |
| Scratch                                                  | Julia Arustamowa                      | Jarmila Machačová                     | Alena Prudnikowa                      |
| Einerverfolgung                                          | Wendy Houvenaghel                     | Li Wang                               | Kristin Armstrong                     |
| Sprint                                                   | Anna Meares                           | Jennie Reed                           | Elisa Frisoni                         |
| Punktefahren                                             | Vera Carrara                          | Leire Olaberria                       | Nikki Harris                          |